# Criminalité des clans
 (octobre 2019).
Le contenu est difficilement compréhensible vu les erreurs de traduction, qui sont peut-être dues à l'utilisation d'un logiciel de traduction automatique.
 (octobre 2019).
Améliorez-le ou discutez des points à vérifier. 
La criminalité des clans constitue une forme spécifique de crime organisé en Allemagne,,,, centrée autour de familles élargies et de clans originaires d'Anatolie, et du monde arabe. L'Office fédéral de police criminelle définit les clans criminels comme des sous-cultures ethniquement isolées qui, en règle générale, sont hiérarchisées selon une logique patriarcale et suivent un ensemble de valeurs qui leur est propre. Les Länder les plus touchés par ce phénomène sont Berlin, Brême, la Rhénanie du Nord-Westphalie et la Basse-Saxe, situés dans le nord du pays. Les familles les plus connues sont le Clan Abou-Chaker (de), les familles Al-Zein (de), Ali-Khan, Chahrour et Remmo (de) ainsi que le clan Miri (de),,. Les experts voient dans ces organisations mafieuses un parallèle avec la mafia italienne.

## Caractéristiques
L’émergence du phénomène de cette criminalité remonte aux années 1980. En raison de la guerre civile du Liban, de nombreuses familles kurdes et palestiniennes émigrent vers l'Allemagne. Ces immigrants ont été alors plutôt mal accueillis. Ils se sont vus refuser l'accès au marché du travail et leurs enfants ne bénéficiaient d'aucune instruction obligatoire. Ces circonstances sont aujourd'hui considérées comme une cause de l'émergence de sociétés parallèles et de la délinquance. Une partie des familles immigrées s'est mise à prospérer dans des activités illégales pour améliorer leur niveau de vie. Les activités des clans mafieux comprennent le trafic de drogue, la prostitution, le racket de protection, les vols, les cambriolages et les braquages.
Selon une analyse du siège de la police à Duisburg, les membres actifs des clans locaux sont majoritairement des hommes nés entre les années 1990 à 1998. Ils apparaissent souvent en grands groupes pour démontrer leur force - à cause de ce phénomène, la police parle également d'une "Street Corner Society" ("société du coin de rue"). Selon l'analyse, la nature des activités des membres du clan dépend de la taille de leur groupe par rapport au nombre de force de police déployés. Plus le groupe est grand et le nombre de forces de police est réduit, plus les membres du clan se sont montrés actifs dans leurs activités mafieuses.
Dans un rapport de situation du Bureau de la police criminelle d’État de Rhénanie du Nord-Westphalie sur le crime organisé, il est dit à propos de la criminalité clanique : "La police est confrontée à des groupes criminels communautarisés, notamment dans le domaine des stupéfiants, de la violence et de la criminalité de la rue. Elle se heurte souvent à un manque de respect et à un potentiel d'agression considérable sur le terrain, qui peut dégénérer en attaques violentes contre des agents de police". Selon le Bureau de la police criminelle du Land, les districts à taux de chômage élevé et à faibles loyers, tels que Essen-Altenessen ou Duisburg-Marxloh, considérés comme des zones à problèmes, exercent une forte attraction sur les membres du clan. Outre les activités illégales, les familles mafieuses seraient également financées par des sources légales telles que la vente et la location de voitures, les services essentiels et les aides sociales.
Selon la police, de nombreux membres des clans n'ont qu'un faible niveau d'instruction et n'ont pas de diplôme scolaire. Une certaine surenchère entre les membres des clans est décrite comme caractéristique par un responsable de la police criminelle d'État comme suit: "Ils aiment montrer publiquement leurs biens et donner dans le spectacle: On montre et on est ce qu'on a." En outre, les bars à Shisha (narguilé) servent souvent pour le blanchiment d'argent et seraient utilisés pour la revente de tabac illégale. Le ministre de l'Intérieur de Rhénanie du Nord-Westphalie, Heribert Reul, a déclaré que "l'environnement de ces bars en Rhénanie du Nord-Westphalie est un terrain favorable au développement de la criminalité des gangs arabes". L'Office fédéral de la police criminelle estime à environ 200 000 membres l'effectif des familles mafieuses, même si tous ne sont pas des criminels,.
De nombreux migrants arrivés depuis 2015 en Allemagne sont devenus une cible de recrutement privilégiée des clans criminels d’origine libanaise, une évolution qui inquiète les autorités, déjà accusées d’avoir sous-estimé ces groupes aux méthodes souvent spectaculaires,.

## Géographie du phénomène
Les grandes familles criminelles s'installent principalement dans les zones métropolitaines. Berlin est particulièrement touché, la police a identifié 15 à 20 gangs et notamment le clan bien connu Abou Chaker. Dans la capitale, au moins un cinquième du crime organisé est attribué aux gangs arabes. Parmi les autres zones touchées figurent les états de Brême, de Rhénanie du Nord-Westphalie et de Basse-Saxe. En Rhénanie du Nord-Westphalie, le phénomène touche principalement la région de la Ruhr et de nombreuses villes telles que Duisburg, Essen, Dortmund et Gelsenkirchen. Dans la Basse-Saxe, 13 villes ont vu des membres des familles mafieuses s'installer. Dans le Bade-Wurtemberg, la Saxe, Hambourg et le clan de la Sarre, la criminalité par gang est moins prononcée, les protagonistes ne venant pour la plupart pas des pays arabes, mais des Balkans ou de l'Europe de l'Est. En revanche, aucune activité de clan n'est connue en Bavière et dans le Schleswig-Holstein, ainsi que dans les États de Brandebourg, Thuringe, Saxe-Anhalt et Mecklembourg-Poméranie-Occidentale en Allemagne.
En Rhénanie du Nord-Westphalie (NRW), une centaine de clans criminels différents ont été documentés début 2019. Entre 2016 et 2018, la police de NRW a enregistré plus de 14 225 infractions pénales impliquant environ 6 449 membres du clan. Sur les 6 400 suspects, 360 délinquants intensifs sont responsables d'un tiers des crimes. Un cinquième des suspects était une femme. Parmi les 14 225 infractions figuraient 26 homicides ou tentatives d'homicide, 5 600 crimes violents, 2 600 cas de fraude, 2 600 infractions contre les biens et 1 000 infractions en matière de drogue. Parmi les membres présumés du clan, 1227 vivent à Essen, 648 dans le district de Recklinghausen, 570 à Gelsenkirchen, 402 à Duisburg, 399 à Dortmund et 378 à Bochum. De l'été 2018 à janvier 2019, plus de 100 razzia ont été effectuées dans le land de NRW. Pendant ce temps, la police a fouillé plus de 1 000 bâtiments. Il y a eu plus de 100 arrestations et la fermeture de 60 bars à narguilé,.
En mai 2019, NRW a présenté le premier rapport de situation national sur la criminalité par clan, rédigé par le ministre de l'Intérieur de NRW, Herbert Reul. Parmi les quelque 14 000 infractions liées au clan identifiées entre 2016 et 2018, 26 homicides de tentative et d'exécution. Environ 30% des infractions enregistrées ont été attribuées à dix clans. 36% des suspects issus de clans sont des citoyens allemands, 31% des Libanais, 15% des Turcs et 13% des Syriens.

## Infractions sensationnelles
Les activités criminelles spectaculaires des membres du clan donnent lieu à des reportages nationaux et internationaux. À Berlin les crimes suivants ont fait sensation :
- En 2003, un membre du clan a tiré sur Roland Krüger, un responsable de l'unité de police tactique SEK. Kruger et son équipe étaient chargés d'arrêter un membre du clan après une attaque au couteau dans une discothèque, mais celui-ci a ouvert le feu et blessé mortellement Kruger[25],[26].
- 2010 un raid sur un tournoi de poker à l'hôtel Hyatt.
- En 2014, un vol du département de bijoux du Kaufhaus des Westerns.
- En 2017, vol d'une pièce d'or d'une valeur de 3,75 millions d'euros au musée de Bode[12],[27].
- 2018, perquisition d'un porteur d'argent à Berlin-Mitte, associée à un crime de clan. Ici, les auteurs ont pris une voiture de police en poursuite avec un fusil d'assaut automatique du type Kalachnikov attaqué et l'ont forcé à mettre fin à la poursuite[28].
- 2019, vol d'une œuvre d'art en or de l'école primaire du Fuchsberg[29].

## Réaction de l'État allemand
L'État prend diverses mesures contre les clans des familles mafieuses dans la lutte contre le crime. Ainsi, l'Office fédéral de la police criminelle est chargé de rédiger un rapport de situation fédéral sur le phénomène à l'automne 2019. Une autre approche est une stratégie de tolérance zéro, qui suit également les infractions mineures et au cours de laquelle des mesures d'enquête telles que des perquisitions devraient révéler des infractions plus graves. Il a également été proposé de retirer les enfants des familles mafieuses et ainsi de les priver de leur progéniture. En Basse-Saxe, depuis le 1er mars 2018, un "Cadre national pour la suppression des structures de clans criminels" est entré en vigueur. En outre, il existe depuis le 1er juillet 2017 à l'échelle nationale une loi sur la réforme du recouvrement des avoirs criminels, donnant la possibilité de confisquer les avoirs des suspects dans le cadre d'infractions pénales. Le 20 juillet 2018, la police berlinoise a confisqué 77 biens immobiliers d'une valeur de dix millions d'euros, attribués au clan berlinois Remmo.

## Traitement médiatique
Télévisuellement, la série 4 Blocks, dédiée au phénomène à Berlin, est diffusée sur la TNT.
Le spécialiste islamique Ralph Ghadban (de) a écrit le livre des clans arabes : Le danger sous-estimé.